# Eospalax cansus
Eospalax cansus és una espècie de mamífer rosegador de la família dels espalàcids. És endèmic de l'altiplà de Loess (Xina), on se'l considera una plaga. Un estudi basat en les seqüències d'ADN mitocondrial ha confirmat la validesa d'aquesta espècie. Es tracta d'un animal subterrani i solitari. Els diferents tipus d'hàbitats que ocupa tenen un impacte significatiu en la diversitat genètica d'aquesta espècie.